# Buslijn 9 (Amsterdam-Schiphol)
Buslijn 9 was een streekbuslijn geëxploiteerd door Centraal Nederland die Station Amsterdam Centraal verbond met Amsterdam-Centrum, Amsterdam-Zuid, Amstelveen, Bovenkerk, Schiphol-Oost en Schiphol-Centrum. Daarnaast vervulde de lijn binnen Amsterdam sinds 1971 een belangrijke stadsvervoerfunctie.

## Geschiedenis

### Lijn 9, 9E en 9K
Op 1 januari 1939 werd door de toenmalige streekvervoerder Maarse & Kroon een busdienst ingesteld tussen Amstelveen en het toenmalige Schiphol. Op 15 mei 1939 werd de lijn vanuit Amstelveen doorgetrokken naar Amsterdam met als route Amstelveenseweg, Overtoom, Nassaukade en Rozengracht. Na het stopzetten van de busdiensten in de loop van 1944 door brandstofgebrek werden de passagiers verwezen naar de trein zo lang dat nog kon. Na de bezetting werd de lijn op 3 september 1945 weer heropend.
De lijn was voornamelijk bedoeld voor de luchtreizigers maar ook voor het op Schiphol en bij de KLM werkende personeel. In Amsterdam bestond er stadinwaarts een instapverbod en staduitwaarts een uitstapverbod.

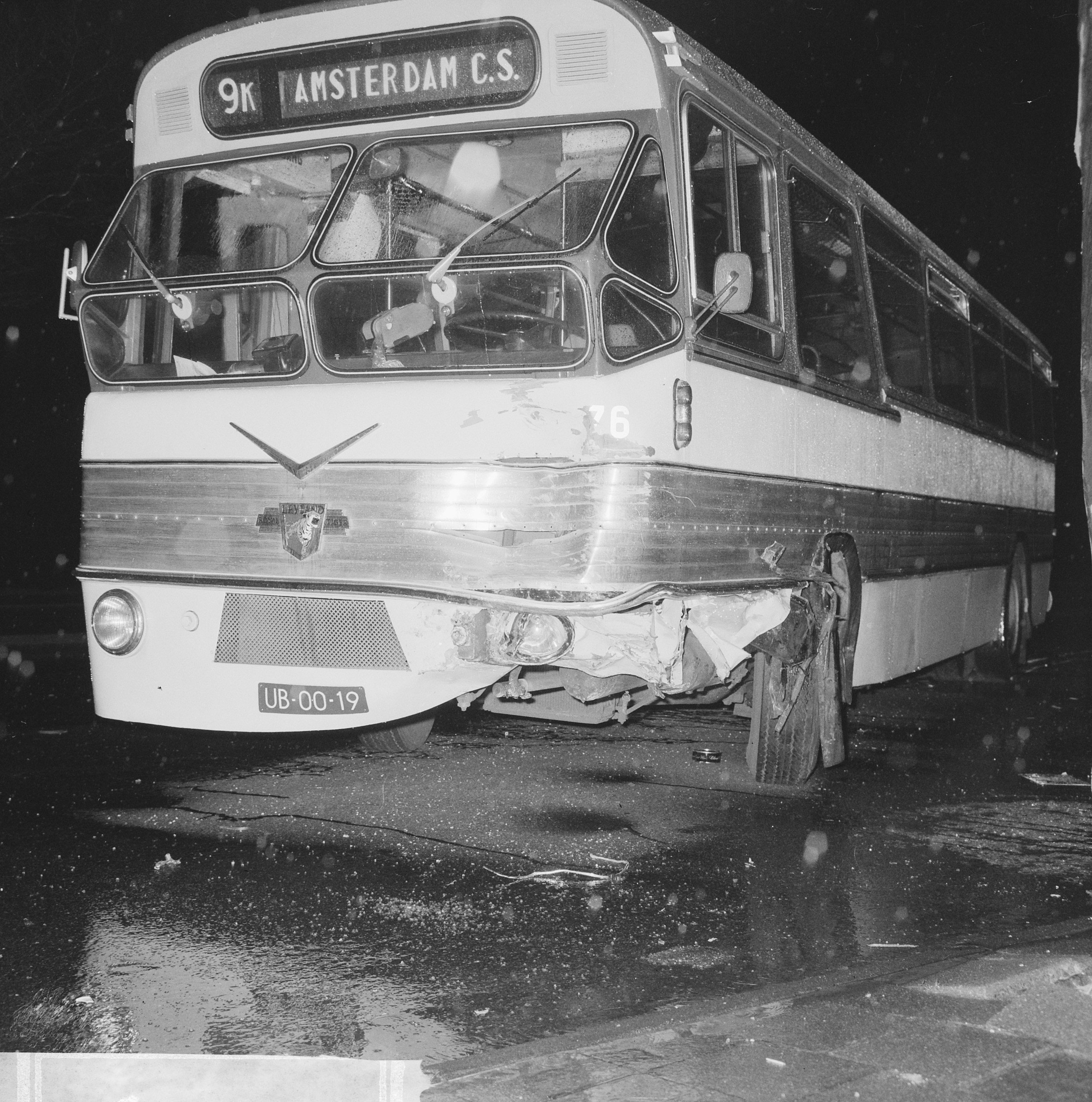
Bus van lijn 9K na aanrijding in 1965

Daarnaast was de lijn van belang voor het voorstadsverkeer tussen Amsterdam en Amstelveen. Zo bestonden in de Maarse & Kroon tijd in de jaren zestig de van lijn 9 afgeleide lijnen 9E (Elsrijk) en 9K (Karselaan) die in Amstelveen een afwijkende en langere route reden door Elsrijk en langs de Karselaan dan de normale lijn 9 met een ongeveer tien minuten langere rijtijd.
Bij de opening van Schiphol-Centrum in 1967 werd de lijn daarheen doorgetrokken vanuit Schiphol-Oost. Door de verlegging van lijn 55 (de omgenummerde lijn 5), langs Schiphol Centrum bestond er naast lijn 9 nog een verbinding naar Amsterdam Centraal langs een wat snellere route. Lijn 9 bleef vooral van belang voor de verbinding van Schiphol met Amstelveen en Amsterdam Zuid. In Amsterdam werd de standplaats verplaatst naar het Prins Hendrikplantsoen. Omdat in Amsterdam nog geen stadsvervoer was toegestaan behield de lijn het lijnnummer 9 en kreeg in tegenstelling tot lijn 5 geen dubbel lijnnummer.
Op 17 oktober 1971 werden de lijn samen met de lijnen 1, 6, 7 en 8 open gesteld voor stadsvervoer in Amsterdam omdat bus 29 werd opgeheven en vervangen door M&K-lijnen die toegankelijk waren met GVB-plaatsbewijzen. Dit betrof alleen het traject tussen de Kalfjeslaan en het Haarlemmermeerstation. Pas na de invoering van de eerste fase van Lijnen voor morgen was dit ook toegestaan op het verdere traject.

### Lijn 9 en 19
In juni 1973 fuseerde M&K met de Nederlandsche Buurtspoorweg-Maatschappij tot Centraal Nederland. Gelijktijdig werd onder het lijnnummer 19 een nieuwe lijn ingesteld die tussen Amsterdam en Schiphol Oost dezelfde route reed als lijn 9 maar vandaar verder reed naar Aalsmeer in plaats van Schiphol Centrum. Op het gezamenlijke traject werd een afgestemde dienstregeling gereden.
Met het ingaan van de zomerdienstregeling op 31 mei 1981 werden de lijnen 9 en 19 opgeheven. Ter compensatie werd lijn 170 vanaf het Haarlemmermeerstation doorgetrokken naar het Centraalstation waarbij echter in plaats van via de Overtoom over de Lairessestraat en het Museumplein werd gereden. Voor het traject tussen Amstelveen en Schiphol en Aalsmeer werden de passagiers verwezen naar de lijnen 173 en 174.